# Neumarkt am Wallersee
Neumarkt am Wallersee è un comune austriaco di 6 219 abitanti nel distretto di Salzburg-Umgebung, nel Salisburghese; ha lo status di città (Stadtgemeinde). Tra il 1938 e il 1950 aveva inglobato il comune di Köstendorf.

## Monumenti e luoghi d'interesse
- Castello di Pfongau nell'omonima località.